# Búrský buldok
Boerboel nebo též dříve búrský buldok je molossoidní plemeno psa vyšlechtěné v Jižní Africe. Mezinárodní kynologická federace (FCI) jej neuznává a řadí se tedy mezi plemena neuznaná.
Největší zastoupení jedinců v chovu tohoto plemene nalezneme v databázi organizace SABBS – South African Boerboel Breeders' Society (SABBS), která stála u záchrany těchto farmářských psů ve své zemi, začala je evidovat, čipovat, zdravotně prověřovat a cíleně uplatňovat v chovu. V této organizaci zemi původu se odehrává převážná část  mezinárodního chovu.

## Historie

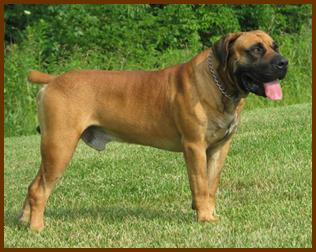
Dospělý pes

Búrský buldok byl vyšlechtěn v oblasti dnešní Jihoafrické republiky do své současné podoby asi v 17. století. Jeho původním využitím bylo hlavně hlídání majetku, ale současně i ochrana dětí nebo stád, popřípadě lov divoké zvěře. Pravděpodobně vznikl přirozenou selekcí z asyrských molosů. Tyto psy sem pravděpodobně přivezli Búrové a jednalo se o psy typu mastif s těžkou tělesnou konstrukcí a polosvislýma ušima. Pověst říká, že Holanďan Jan Van Riebeeck, který kolonizoval Jihoafrickou republiku, si s sebou přivezl mohutného a silného psa typu mastif.
V druhé polovině 20. století plemeno málem vymřelo, protože veřejnost neměla o velké mastify s loveckými pudy již zájem. V 80. letech 20. století ale několik chovatelů založilo SABT (dnes SABBS) – sdružení chovatelů boerboelů. Díky nim plemeno nakonec nevymřelo a opět se začalo používat k účelům, k jakým bylo vyšlechtěno, a to k ochraně místních farem, které vlastní převážně bělošská část obyvatelstva. Ti vlastní chovatelské stanice, kde je i několik desítek psů tohoto plemene.  
V současné době je hojně zaznamenán i v Evropě,  kde toto plemeno získává na oblibě a jsou zde importováni jedinci přímo ze země původu. I v Česku se vyskytuje několik chovatelských stanic tohoto plemene. V zemi svého původu se stále chová, je zastřešen organizací SABBS, která určuje celosvětový trend  chovu a za jakých podmínek je pes vhodný k chovu (tj. appraisal – speciální bonitace vyjádřená v %, povinné výsledky rtg. kyčlí i loktů, profil DNA). V ČR jeho chov pod FCI zastřešuje Moloss club CZ, podmínkou uchovnění je výsledek rtg. kyčlí (nejhůře do stupně D/D) a absolvování  výstavy zastřešené FCI, ve třídě, kde je zadáván titul CAC, nejhůře v výsledkem  velmi dobrý (případně místo výstavy absolvování  bonitace). 

## Charakteristika

Výstavní jedinec

### Vzhled
Boerboel je robustní a houževnatý pes typu mastif. Hlava má být velká, ale úměrná ke zbytku těla, říká se o ní, že reprezentuje jeho celý charakter. Ocas je často kupírován, jak uvádí standard, ale není to podmínkou pro všechny psy tohoto plemene. Barva srsti může být černá, žlutá, hnědá, žíhaná, krémová. V kohoutku měří psi od 60 cm a feny od 55 cm.

### Povaha
Boerboel je pes, který má tendenci být dominantní a má velmi silný teritoriální pud. Boerboel potřebuje být s majitelem v kontaktu, pokud majitel odejde z domu na delší čas, může mít hlavně v mládí destruktivní tendence. Je aktivní a překvapivě i mrštný, hravý. Inteligentní a bystrý pes, který se dokáže sám rozhodnout. Je schopen výcviku poslušnosti, ale nečekejme od něj takové výkony jako u služebních plemen. Nicméně jeho přednosti ocení majitel při výcviku obran, kdy se projeví jeho vlastnosti, pro které byl šlechtěn.
S cizími lidmi, v přítomnosti majitele, by měl vycházet bez problémů. Pokud je mu svěřen objekt, dvůr, zahrada k hlídání a majitel není v dosahu, projevuje se jako nekompromisní hlídač. Dělá svou práci dobře a důkladně. Miluje děti a všechny členy rodiny a je schopen je bránit i bez předchozího výcviku. S domácími zvířaty vychází zpravidla dobře, vše je podmíněno správnou socializací, která probíhá stejně jako u ostatních plemen. Této fázi  vývoje je potřeba věnovat speciální pozornost, čas a vedení a z boerboela se stává plnohodnotný člen rodiny s citem pro správné vyhodnocení situace.

## Chov
Protože boerboel potřebuje kontakt s majitelem a je citlivý na studené počasí, je vhodnější chovat jej v domě. Pokud se majitel rozhodne chovat toto plemeno venku, je nutné, aby měl zateplenou boudu, kam nefouká vítr a dostatečný prostor k běhání, hlídání a hraní. Boerboelova srst nevyžaduje příliš péče. Je krátká a hustá a 2x ročně líná (na jaře a na podzim), v tuto dobu je nutné věnovat jí více času, mimo toto období ale žádnou péči nepotřebuje. Mytí šamponem srsti nevadí.
Tito psi pohyb samozřejmě vyžadují, jsou aktivní a mají rádi pohyb, proto je dobré mít toto na paměti při jeho pořizování. Není pro ně vhodný běh při kole nebo psí sporty jako je agility či dogdancing. Vyžadují ale důsledný výcvik i výchovu. Majitel musí být zkušený v zacházení se psy se sklony k dominanci. Hlavně pak psi (samci) bývají dominantní a nejedná se jen o výchovu, ale i o genetické předpoklady. Vše se ale opět opírá o důslednou socializaci v mladém věku a zkušené vedení. Někdy toho nejsou schopni ani sami chovatelé, při pořizování psů je proto potřeba věnovat dostatečnou pozornost také výběru chovatelské stanice.    

### Zdraví
Jednou z největších deviz plemene je, že statisticky má jeden z nejlepších výsledků postižení dysplazií kyčlí a loktů. I zde platí osvědčená zásada – méně je více – jak extra silného krmiva, tak přehnaného pohybu v době růstu. Ve štěněcím věku se jeho klouby nesmějí tolik namáhat. Je nutné, aby měli kvalitní stravu speciálně pro velká plemena,  součástí může být kvalitní maso. Je-li to vyžadováno, mohou se podávat různé doplňky stravy (např. chondroprotektiva na vazy a šlachy v době intenzivního růstu). 